# Libertade
Liberdade est le premier (et le seul) album lusophone de la chanteuse grecque Nana Mouskouri sorti en 1986 chez Philips sous format 33 tours mais également en format CD. La même année, la chanteuse sort aussi un album  en espagnol Libertad, un album en allemand Kleine Wahrheiten et un album en français Tu m'oublies. L'album fera l'objet d'une réédition sous format CD en Allemagne en 1990.

## Chansons de l'album
1. Liberdade (Verdi/T. Brito/A. Teles)
2. O nosso lar (J. P. Ferland/T. Brito/A. Teles)
3. La Paloma (T. Brito/A. Teles)
4. Joguete de amor (T. Brito/A. Teles)
5. A Andorinha (T. Brito/A. Teles)
6. Soledad (Lopez/Delgado/T. Brito/A. Teles)
7. Perdoa-me (Alain Goraguer/Claude Lemesle/T. Brito/A. Teles)
8. Amapola (J. M. Lacalle/T. Brito/A. Teles)
9. De mil cores (T. Brito/A. Teles)
10. Recordaçoes (F. Tarrega/J. Sakel/J. Taylor/T. Brito/A. Teles)